# Meliosma palaciosii
Meliosma palaciosii är en tvåhjärtbladig växtart som beskrevs av Alwyn Howard Gentry och Cornejo. Meliosma palaciosii ingår i släktet Meliosma och familjen Sabiaceae. Inga underarter finns listade.